# Satkania
Satkania es un subdistrito (upazila) del distrito (zila) de Chittagong, de la región de Chittagong, en Bangladés, con una población estimada en marzo de 2016 de 384 806 habitantes.
Se encuentra ubicado al sureste del país, cerca de la desembocadura del río Karnaphuli en la bahía de Bengala, y de la ciudad de Chittagong, la segunda más poblada de Bangladés tras su capital, Daca.